# Edwin Disla
Edwin Enrique de Jesús Disla Rojas (Mao, Valverde, 3 de mayo de 1961) es un novelista, ensayista, cuentista e ingeniero civil. Se le considera uno de los narradores más importantes de la República Dominicana. Sus trabajos abarcan 8 novelas, un libro de relatos y varios ensayos publicados. Ha sido galardonado con las distinciones Premio Nacional de Novela Manuel de Jesús Galván 2007 y Premio Nacional, que pasó a llamarse Anual, de Novela Manuel de Jesús Galván 2022.

## Reseña biográfica
Edwin Disla nació el 3 de mayo de 1961 en Mao, provincia Valverde, República Dominicana. Siendo hijo de Evaristo Disla y Lourdes Rojas, creció en el seno de una familia con raíces campesinas y profesionales. Su educación inicial fue en una escuela improvisada en su barrio natal, Sibila, y continuó su formación primaria y secundaria en diversas instituciones educativas de Mao y Santo Domingo. Su familia se trasladó a Santo Domingo tras el regreso de su padre de Santiago de Chile, donde había completado una licenciatura en estadística e informática. 
Disla completó sus estudios secundarios en el Colegio Arroyo Hondo de Santo Domingo y comenzó su formación universitaria en 1978 en la Universidad Autónoma de Santo Domingo (UASD). En la universidad se integró al Taller Literario César Vallejo, dirigido por el poeta Mateo Morrison, y se relacionó con la Generación de Escritores del 80.Aunque inicialmente se interesó en la poesía, decidió convertirse en novelista por consejo del poeta Pedro Mir. Pese a su interés literario, estudió ingeniería civil por razones prácticas, y se graduó en 1986.
En 1988, influenciado por la coyuntura política centroamericana, Disla publicó su primer ensayo, "Historia de la revolución nicaragüense". En lo adelante, fiel a su interés, escribió ocho novelas y un libro de relatos. Su primera novela, "Un período de sombras" (1993), aborda las utopías revolucionarias de los jóvenes latinoamericanos después del triunfo de la Revolución Cubana en diciembre de 1958. "Vida de un tormento" (1997), renombrada posteriormente como "Morín", explora el tema trujilloniano a través de la historia de Patricio Mora. "El universo de los poetas muertos" (2004), ofrece una visión panorámica del devenir de los poetas dominicanos desde la época postrujillista hasta los años 90.
"Manolo" (2007), basada en la vida de Manolo Tavárez Justo, recibió el Premio Nacional de Novela Manuel de Jesús Galván (2007). "Dioses de cuello blanco" (2011), desnuda a la sociedad dominicana contemporánea. "Jesús de la tierra" (2017), se centra en la vida de Jesús de Nazaret. "Los que comulgaron con el corazón limpio" (2020),relata la historia de Amaury Germán Aristy y los planes guerrilleros del coronel Caamaño. El texto, en el 2022, ganó el Premio Anual de Novela Manuel de Jesús Galván. En el 2021, "Sobre la peste y otros relatos", en el 2024, "El hombre lobo", obra que muestra la versatilidad narrativa de Disla, pues incursiona en la novela policíaca.
Además de su obra literaria, Disla ha escrito breves biografíaspara la prensa y su blog, destacando figuras como Ramón Lacay Polanco, Manuel Mora Serrano, Ramón Marrero Aristy, Miguel Holguín-Veras, Mario Vargas Llosa, José Daniel Ariza y Poncio Pou Saleta.

## Obras

### Novelas
- Un período de sombras (Talleres Gráficos de Soto Castillo, S.A. 1993)
- Morín (Talleres Gráficos de Soto Castillo, S.A. 1997)
- El universo de los poetas muertos (Talleres Gráficos de Soto Castillo, S.A. 2004)
- Manolo (Talleres Gráficos de Soto Castillo, S.A. 2007)
- Dioses de cuello blanco (Talleres Gráficos de Soto Castillo, S.A. 2011)
- Jesús de la tierra (Talleres Gráficos de Soto Castillo, S.A. 2017)
- Los que comulgaron con el corazón limpio (Talleres Gráficos de Soto Castillo, S.A. 2020)
- El hombre lobo (Talleres Gráficos de Soto Castillo, S.A. 2024)

### Relatos
- Sobre la peste y otros relatos (Talleres Gráficos de Soto Castillo, S.A. 2021)

### Ensayos
- Historia de la revolución nicaragüense (1986)
- Ramón Lacay Polanco atrapado entre las sombras (2008)
- Ramón Marrero Aristy, tras la verdad de su historia (2008)
- Miguel Holguín-Veras, el devenir de su existencia (2008)
- Vargas Llosa y los escritores de la Revolución Cubana (2011)
- Poncio Pou Saleta en luz y en oscuridad (2011)
- Manuel Mora Serrano, vida de un escritor provinciano (2022)
- José Daniel Ariza, sus testimonios, y desempeños en la novela Manolo (2022)

## Biografía Pasiva
- Opinión. Nelson Castillo. Una obra sobre Manolo. Listín Diario, 27 de noviembre de 2007.
- Diógenes Céspedes. El amor en «Manolo», de Disla, y en la Guerra de Abril. Hoy, 12 de marzo de 2008.
- Diógenes Céspedes. Teoría y Práctica del amor en «Manolo», de Edwin Disla. Hoy, 27 de febrero de 2008.
- Orlando Alcántara Fernández (Orly). Edwin Disla, El Historiante. 2007
- Cándido Gerón. Edwin Disla Rojas. Diccionario de autores dominicanos 1492-2000. Santo Domingo: Editora Corripio, 2006.
- Manuel Mora Serrano. Manolo: un ser humano, un dominicano auténtico. Hoy, 19 de noviembre de 2007.
- Alejandro Paulino. El Universo de los Poetas Muertos. Historiadominicana.blogspot.com. 6 de octubre de 2004.
- Alejandro Paulino. El Hombre Lobo o la Madurez Expresiva del Novelista Edwin Disla. Areito, Hoy, 25 de mayo de 2004.
- Opinión. Los Que Comulgaron con el Corazón Limpio, de Edwin Disla. Julio Cuevas. Acento, 11 de noviembre de 2022.
- Edwin Disla: Manolo. Manuel Matos Moquete. Acento, 22 de diciembre de 2022.
- La nueva novela dominicana. José Rafael Lantigua. Academia Dominicana de la Lengua, 2 de octubre de 2020.
- Estudios de las novelas dominicanas, de Alex Ferreras. Julio Cuevas. Acento, 21 de mayo de 2021.